# Touching the Void (livro)
Touching the Void é um livro escrito por Joe Simpson que conta a história real da ascensão desastrosa e quase trágica dos 6344 metros do monte Siula Grande, nos Andes peruanos, por ele e Simon Yates em 1985.
Em 2003, quinze anos depois da sua publicação, o livro foi transposto para o documentário homônimo dirigido por Kevin Macdonald. O filme ganhou o Prêmio Alexander Korda de melhor filme britânico no BAFTA de 2004 e foi apresentado no Sundance Film Festival de 2004. No Brasil tanto o livro quanto o documentário foram publicados sob o título Tocando o Vazio.